# Matougues
Matougues is een gemeente in het Franse departement Marne (regio Grand Est) en telt 640 inwoners (2005). De plaats maakt deel uit van het arrondissement Châlons-en-Champagne.

## Geografie
De oppervlakte van Matougues bedraagt 13,8 km², de bevolkingsdichtheid is 46,4 inwoners per km².
De onderstaande kaart toont de ligging van Matougues met de belangrijkste infrastructuur en aangrenzende gemeenten.

## Demografie
Onderstaande figuur toont het verloop van het inwonertal (bron: INSEE-tellingen).